# Dambadondogiin Baatarjav
Dambadondogiin Baatarjav (en mongol : Дамбадондогийн Баатаржав), né le 2 juin 1961 à Oulan-Bator, est un archer handisport mongol. Champion paralympique aux Jeux d'été de 2008 à l'individuelle homme en arc classique, il est le premier Mongol médaillé aux jeux paralympiques.
Il remporte également une médaille de bronze à l'épreuve individuelle des championnats d'Asie de tir à l'arc handisport 2015. Après sa carrière, il devient entraîneur.

## Palmarès
- Jeux paralympiques
  -  Médaille d'or à l'individuel homme en arc classique aux Jeux paralympiques d'été de 2008 à Pékin.

- Jeux paralympiques
  -  Médaille de bronze à l'individuel homme en arc classique aux championnats d'Asie de tir à l'arc handisport 2015 à Bangkok.